# Aseraggodes guttulatus
Aseraggodes guttulatus är en fiskart som beskrevs av Kaup, 1858. Aseraggodes guttulatus ingår i släktet Aseraggodes och familjen tungefiskar. Inga underarter finns listade i Catalogue of Life.